# Tabac indi
El tabac indi (Lobelia inflata) és una planta amb flor de la família de les campanulàcies.

## Etimologia
Es va denominar amb el nom de "Lobelia" en honor del botànic de Flandes Matías de L'Obel (1538-1616); i "inflata" per fer referència a la morfologia del seu fruit, buit i distès. D'aquesta planta no se'n coneix cap nom popular en català però si en altres llengües com ara l'anglès (on s'anomena "Indian-tobacco") o el castellà ("Tabaco indio").
Prèviament a la nomenclatura binomial, es va descriure com Lobelia caule erecto, foliis ovatis subserratis pedunculo longioribus, capsulis inflatis a la Linnaeus, Acta Soc. Regiae Sci. Upsal., 1741:23, t. 1, 1746.

## Descripció
És una planta biennal i de fulla caduca, present als vessants atlàntics temperats d'Amèrica del Nord.
Planta herbàcia de 'tija' erecta i ramificada en la part superior que pot arribar a mesurar mig metre d'alçada, és angulosa, de color verd-vermellós i conté un làtex àcid. La part superior està recoberta d'una gran quantitat de vellositat però a mesura que anem descendint, es va fent més rodona i glabre.
La rel, aquesta és axonomorfa i pot estar més o menys ramificada.
Presenta unes fulles d'entre 3 i 8 centímetres de longitud. La seva tonalitat és una mica més clara que la tija.
Són de forma ovada-lanceolada i obtuses. La base de la fulla és atenuada. La vora està irregularment dentada o serrada. Les puntes de les dents tenen una espècie de berrugues que són vacúols d'aigua. Les fulles són alternades i espesses, i s'insereixen a la tija mitjançant un pecíol curt (les inferiors) o de forma sèssil (les superiors).
Estan recobertes d'una vellositat en ambdues cares, especialment els nervis.
Aquesta espècie és hermafrodita i monoica, ja que una mateixa planta conté androceu i gineceu.
Les seves flors són nombroses i de mida petita, de coloració vistosa (violeta o blau pàl·lid) i estan disposades en raïm. Són flors axil·lars amb un pedicel curt, un calze de 5 lòbuls i una corol·la bilabiada.
L'androceu està format per 5 estams que estan reunits per les anteres al voltant de l'estil formant una corona de color púrpura. Això es denomina amb el nom de singenèsics. El gineceu té un ovari ínfer.
El seu fruit fa entre 5 i 8 mm de llargada. És una càpsula dividida en dues cel·les, ovoide i membranosa amb una corona formada pels sèpals del calze. A l'interior es troben nombroses llavors petites, reticulades i de color marró. Són ovalades o oblongues d'entre 0,5 a 0,7 mil·límetres.

## Ecologia
La Lobelia inflata és originària de l'est i centre dels Estats Units i el Canadà. Es troba en les zones més càlides i assolellades de terra humida, en arboredes obertes, camps i pastures de totes les regions dels Estats Units però especialment a l'est del riu Mississipi.

## Farmacologia

### Composició química
Està constituïda per catorze alcaloides dels quals la lobelina (C22H27O₂N) és el component majoritari i més important, amb propietats farmacològiques similars a les de la nicotina. La lobelina va ser aïllada per Procter el 1838 en forma d'oli viscós, però no va ser fins al 1921 que Wieland el va obtenir en estat pur.
A més a més, també conté un oli volàtil picant, resina, lípids i goma.
També la constitueixen altres alcaloides tòxics derivats de la piperidina i de la N-metil-piperidina com: lobelanina, lobelidina, lobelanidina, norlobelanina, lelobanidina, norlelobanidina, norlobelanidina i lobinina.

### Usos medicinals
És utilitzada per estimular la respiració js que té un caràcter antiasmàtic i antiespasmòdic. També actua sobre la circulació sanguínia: augmenta la freqüència i força del batec cardíac i és vasoconstrictor (augmenta la tensió arterial).
A més a més, provoca l'alliberació de glicogen hepàtic, inhibeix la secreció biliar i disminueix la diüresi.
Com que produeix una descàrrega d'adrenalina, estimula el sistema nerviós central, produint broncodilatació.
S'ha utilitzat tòpicament en malalties relacionades amb la inflamació i degeneració de músculs i tendons.
Com que té efectes similars a la nicotina, ha sigut emprada per superar la dependència al tabac, ja que, a més a més, no presenta propietats addictives.

### Accions farmacològiques
Les accions de la droga i les dels alcaloides que conté la Lobelia inflata no són idèntiques.
La seva activitat farmacològica s'atribueix principalment a la lobelina.
L'alcaloide actua principalment sobre el sistema respiratori, augmentant l'amplitud i la freqüència respiratòria. Les dosis normals són excitants però les més fortes actuen com a paralitzants. També s'ha demostrat que pot suprimir la contractura dels músculs bronquials, per això s'utilitza per combatre l'asma.
També actua sobre el cor, els vasos sanguinis i l'intestí.

### Toxicitat
La Lobelia inflata és tòxica per l'home; tot i això la lobelina, el seu principal alcaloide, en estat pur no ho és.
Els efectes secundaris són similars als de la nicotina i inclouen: nàusees, vòmits, diarrees, dolor abdominal, tos, tremolors i vertigen. Els símptomes per sobredosi inclouen pèrdua de la visió i l'oïda, taquicàrdia, convulsions, hipotèrmia, hipertensió, coma i fins i tot pot arribar a provocar la mort de l'individu.

## Observacions

### Posologia
- Pols de lobelia: 0,05 a 0,30 grams en 24 hores.
- Tinta en la proporció 1 sobre 10, d'1,5 a 2 grams.
- Clorhidrat de lobelina: 0,05 a 0,10 grams per dia.

### Contraindicacions i advertències
Pel sol fet que les accions farmacològiques de la lobelina són similars a les de la nicotina, no és recomanable utilitzar-la durant l'embaràs, la lactància ni si es pateix hipertensió arterial.
Dels alcaloides propis de la Lobelia inflata s'obté el clorhidrat de lobelina que és utilitzat en la reanimació de nadons.

### Cultiu i recol·lecta
La millor època per plantar-la és al gener o principis de febrer. Això s'hauria de fer a l'interior i trasplantar-les a l'exterior cap al mes de juny.
La recol·lecta de les fulles és a finals d'agost o principis de setembre. Per obtenir les llavors, és millor esperar que les càpsules s'obrin.

### Legislació
A Madrid, el 30 de gener de 2004, es va publicar l'ordre de prohibició de venda del tabac indi al "Bolletín Oficial del Estado".